# Elbach
Elbach (en alsacià Albach) és un municipi francès, situat a la regió del Gran Est, al departament de l'Alt Rin. L'any 1999 tenia 276 habitants.

## Demografia
| 1962 | 1968 | 1975 | 1982 | 1990 | 1999 |
| ---- | ---- | ---- | ---- | ---- | ---- |
| 138  | 140  | 160  | 243  | 256  | 276  |

## Administració
| Període   | Identitat           | Partit         |
| --------- | ------------------- | -------------- |
| 2001-2008 | Alexandre Messerlin | Alsace d'abord |
| 2008-     | Emmanuel Schacherer |                |